# 小嶋陽太郎
小嶋 陽太郎 （こじま ようたろう、1991年 - ）は、日本の小説家。

## 経歴・人物
長野県松本市出身。長野県松本県ヶ丘高校卒業。信州大学人文学部中退。在学中の2014年、「気障でけっこうです」で第16回ボイルドエッグズ新人賞を至上最年少で受賞し、角川書店より単行本デビューした。本名は小嶋 諒。

## 著書

### 単行本
- 『気障でけっこうです』角川書店（2014年10月） 角川文庫 (2016年12月)
- 『火星の話』角川書店（2015年4月） 
  - 改題『今夜、きみは火星にもどる』角川文庫（2017年10月）
- 『おとめの流儀。』ポプラ社（2015年11月） ポプラ文庫（2017年12月）
- 『こちら文学少女になります』文藝春秋社（2016年9月）
- 『ぼくのとなりにきみ』ポプラ社（2017年2月）
- 『ぼくらはその日まで』ポプラ社（2017年8月）
- 『悲しい話は終わりにしよう』KADOKAWA（2017年11月）
- 『放課後ひとり同盟』集英社（2018年4月） 集英社文庫（2021年3月）
  - 空に飛び蹴り（『小説すばる』2015年7月号）
  - 怒る泣く笑う女子（『小説すばる』2016年11月号）
  - 吠えるな（『小説すばる』2016年7月号）
  - ストーリーテラー（『小説すばる』2017年4月号）
  - 僕とじょうぎとぐるぐると（『小説すばる』2017年7月号）
- 『友情だねって感動してよ』 新潮社 （2018年9月）
  - 甲殻類の言語（『小説新潮』2016年8月号、雑誌掲載時のタイトルは「沼」）
  - ディストラクション・ガール（『小説新潮』2016年12月号、雑誌掲載時のタイトルは「（爆）」）
  - 或るミコバイトの話（『小説新潮』2017年2月号）
  - 象の像（『小説新潮』2017年9月号）
  - 恋をしたのだと思います（『小説新潮』2017年12月号）
  - 友情だねって感動してよ（『小説新潮』2017年5月号）
- 『カンフー&チキン』ポプラ社（2022年2月）

### 単行本未収録作品
- 「ハムスターと私」（電子雑誌『小説屋sari-sari』2015年3月号）
- 「おりがみ」（ 『小説現代』2018年7月号）
- 「耳」（『小説現代』2021年8月号）